# Cutro
Cutro – miejscowość i gmina we Włoszech, w regionie Kalabria, w prowincji Crotone.
Według danych na rok 2004 gminę zamieszkiwało 10 859 osób, 82,9 os./km².

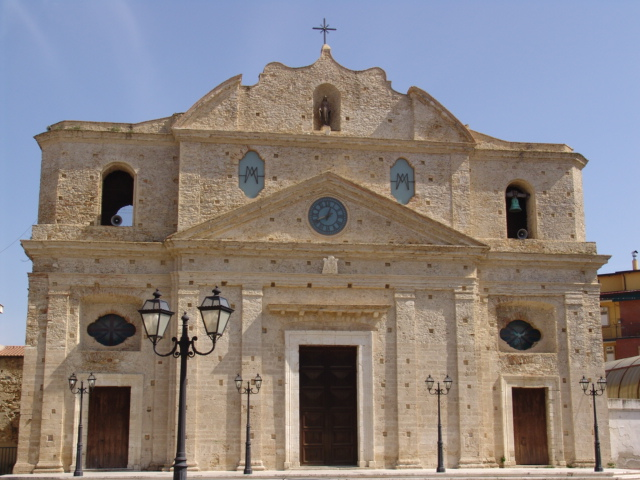
Chiesa Madre w Cutro